# ONE Pro Cycling
ONE Pro Cycling was een Britse wielerploeg. De ploeg kwam van 2015 tot 2018 uit in de continentale circuits van de UCI. De manager was de Engelse cricketspeler Matt Prior.

## Geschiedenis
Het team werd als continentaal team opgericht aan de start van het seizoen 2015. Van de 13 renners waren er 11 Britten, de Pool Marcin Białobłocki en Marc Hester uit Denemarken waren de enige buitenlanders. Na een degelijk seizoen raakte eind 2015 bekend dat het team voor 2016 de pro continentale status zou verkrijgen. Dit wil zeggen dat het via het systeem van wildcards kan worden uitgenodigd voor wedstrijden uit de UCI World Tour. Een jaar later raakte het team deze status weer kwijt en eind 2018 werd het team opgeheven.
2015 · 2016